# 公馬內湖足球會
公馬內湖足球會是一支位於菲律賓呂宋島拉古納省比尼昂的足球俱樂部，俱樂部目前參加菲律賓足球聯賽。

## 歷史
俱樂部於2002年成立，當時名為公馬足球俱樂部（Stallion Football Club），在2011年賽季以亞軍身份晉級到甲組聯賽。俱樂部從2012年到2016年繼續參加UFL甲組聯賽（UFL Division 1），贏得一個聯賽冠軍和一個UFL盃冠軍，這兩個冠軍都是在2012-2013年賽季取得。
俱樂部最初位於伊洛伊洛省的新巴羅塔克, 2016年俱樂部在申請加入菲律賓足球聯賽後，搬遷到拉古納省比尼昂市 。
2019年，公馬內湖加入新成立的菲律賓超級聯賽（Philippine Premier League），這個聯賽旨在取代菲律賓足球聯賽。公馬內湖在2019年4月26日宣佈退出联赛，也就是联赛首场比赛日前一天，理由是他们认为公馬內湖管理層認為聯盟管理方面缺乏專業精神和透明度。最終菲律賓超級聯賽只進行兩場比賽卻腰斬賽事。

## 榮譽
- 菲律賓聯合足球聯賽（英语：United Football League (Philippines)）（甲組）
  - 冠軍 (1): 2013
- 菲律賓聯合足球聯賽（英语：United Football League (Philippines)）（乙組）
  - 亞軍 (1): 2011

- 聯合足球聯賽盃（英语：UFL Cup）
  - 冠軍 (1): 2012

## 亞洲賽成績
| 賽季    | 賽事       | 階段   | 俱樂部   | 主場 | 客場 | 總成績 |
| ------- | ---------- | ------ | -------- | ---- | ---- | ------ |
| 2023–24 | 亞洲足協盃 | 分組賽 | 峇里聯   | 2–5  | 2–5  | 4th    |
| 2023–24 | 亞洲足協盃 | 分組賽 | 中岸水手 | 0–3  | 1–9  |        |
| 2023–24 | 亞洲足協盃 | 分組賽 | 登嘉樓   | 2–3  | 2–2  |        |